# ماجرای پرشور هالیوود
ماجرای پرشور هالیوود (انگلیسی: Hollywood Cavalcade) یک فیلم کمدی-درام آمریکایی به کارگردانی اروینگ کامینگز است که در سال ۱۹۳۹ منتشر شد.

## بازیگران
- آلیس فی
- دان آمچی
- جی. ادوارد برومبرگ
- آلن کورتیس
- استوارت اروین
- جد پروتی
- باستر کیتون
- دونالد میک
- آل جولسون
- راسل هیکس
- هانک مان
- هاینی کانکلین
- جیمز فینلیسون
- بن ترپین
- اسناب پالرد
- رابرت لووری
- ویلی فونگ
- پائول استانتون
- ماری فوربس
- جوزف کرئان
- اروینگ بیکن
- چستر کانکلین
- فردریک برتون
- مک سنت
- مارجوری بیبی
- ادوارد اِرل
- جرج گیوت